# Anaxándridas II
Anaxándridas II, en griego, Ἀναξανδρίδας, (c. 560-520 a. C.) fue un rey de Esparta, perteneciente a la dinastía de los Agíadas. Su padre y predecesor en el trono fue el rey León.

## Biografía
Anaxándridas tenía dos esposas, cuyos nombres no se conoce pero que ciertamente eran espartanas, ya que las reinas debían serlo por ley. Como la primera esposa no pudo quedar embarazada, obtuvo el permiso de los éforos para casarse con una segunda, de la cual tuvo a su hijo Cleómenes. Poco después, su primera esposa tuvo a su hijo Dorieo, seguido de Leónidas, el héroe de las Termópilas, y Cleómbroto, que fue nombrado regente del trono de Esparta a la muerte de su hermano en la batalla.
Durante su reinado y el de Aristón, Esparta venció en la guerra contra Tegea: «Durante la primera guerra, pues, siempre lucharon contra los tegeatas con un constante infortunio, pero en tiempos de Creso y durante el reinado de Anaxándridas y Aristón en Lacedemonia, los espartiatas lograron ser superiores en la guerra». Según un oráculo, los lacedemonios sólo vencerían la guerra si traían, para Esparta, los huesos de Orestes; un espartano de nombre Licas, un jinete jubilado que se hallaba en Tegea durante una tregua, los encontró en la casa de un herrero, de acuerdo con la descripción dada por el oráculo de Delfos
Hay que precisar que a pesar del control ejercido por los dos diarcas sobre la mayor parte del Peloponeso, y la ya mencionada arriba guerra contra Tegea, además del dominio de la región de Tierátide, hacia el año 540 a. C., los éforos, ausentes de la Rhetra, convocaron a Anxándridas para ordenarle que se separara de su esposa. Los gerontes, consultados por los éforos, le propusieorn la bigamia, no practicada en Esparta, bajo la amenaza de una intervención de los iguales. En aquel entonces, su segunda mujer se quedó embarazada de Cleómenes, y su primera mujer trajo al mundo a Dorieo, Leónidas y Cleómbroto.

## Descendencia
Anaxándridas tuvo cuatro hijos: Leónidas I, Cleómbroto I, Dorieo y Cleómenes I (la madre del último era la hija de Prinetades). Al parecer, el mayor de todos sus hijos era Cleómenes y, por tanto, el sucesor al trono. Sin embargo, la sucesión no fue desprovista de conflictos, puesto que mientras Cleómenes alegaba ser el primogénito, Dorieo reivindicaba su derecho al trono por ser el primero de los hijos de la reina.

## Victorias
Su principal éxito en el trono fue la expedición a Sición para derrocar al tirano Esquines a mediados del siglo VI a. C., logro que conseguiría gracias a la ayuda del éforo Quilón.